# Ranchinho de Assis
Ranchinho de Assis, como era conhecido Sebastião Theodoro Paulino da Silva (Oscar Bressane, 7 de janeiro de 1923 - Assis, 2 de fevereiro de 2003) foi um pintor e desenhista brasileiro.
Nascido órfão de pai, com dois anos a família mudou-se para Assis. Analfabeto e com necessidades especiais, não teve nenhuma formação escolar. Desenvolveu habilidades de pintor e desenhista autodidata.

Sobreviveu também como catador de papéis. Pintava ou desenhava em papelão ou madeira, com lápis ou canetinhas que conseguia encontrar. Somente aos 24 anos conseguiu emprego como ajudante de um vendedor de garapa com o senhor João Romero, que ficou seu amigo e protetor.
Influenciado pelo escritor José Nazareno Mimessi (1925-1991), fundador do Museu de Arte Primitiva de Assis, aprendeu técnicas  de pintura em guache e tinta acrílica sobre madeira aglomerada. E em 2017, uma rua no residencial Villa Bella recebeu seu nome. Com a ajuda dele, Ranchinho se tornou muito conhecido se apresentando em diversa exposições.
O apelido Ranchinho, de início pejorativo, foi com o tempo assimilado por ele, passando a assinar seus trabalhos como "RancHinho", com uma das letras H capitular.
Em 1978, torna-se personagem principal de um filme super-8 realizado por Antônio Carlos L. Belotto.
Pintou até bem próximo a sua morte, em 2003, vítima de um AVC. Ao longo de sua vida produziu mais de 3000 obras.

## Exposições
- 1974 - Assis - Primeira individual, no Clube Recreativo de Assis
- 1975 - Assis - Individual, no Clube Recreativo de Assis
- 1975 - Assis - Individual, no Centro de Artes da Faculdade de Filosofia, Ciências e Letras de Assis
- 1976 - Assis - Individual, no Clube Recreativo de Assis
- 1979 - Assis - Individual, na Concha Acústica de Assis
- 1981 - Bauru - Individual, no Sesc
- 1981 - Presidente Prudente - Individual, no Palácio da Cultura
- 1982 - São Paulo - Individual, na Galeria Brasiliana
- 1985 - São Paulo - Individual na Assembléia Legislativa
- 1988 - São Paulo - Individual, na Galeria de Arte Paulo Vasconcello
- 1990 - Assis - Individual, na Casa dos Médicos de Assis/APM
- 1990 - Assis - Individual, no Centro Cultural Dona Pimpa[11][12]
- 2013 - Assis - Museu de Arte Primitiva[13]